# 小平町
小平町（日语：／ Obira chō */?）是日本北海道留萌振興局的町，西鄰日本海，境內的小平蘂川中上游是白堊紀化石的產地。當地以沿岸漁業和農業為主，生產稻米等農產品。過去町內有留萌煤田，在1947年達到最盛。當時留萌本線、留萌煤礦鐵道、羽幌線、達布森林鐵道等多條鐵道皆延伸至轄區內。在1956年合併鬼鹿村時，人口曾經多達1萬7千人。但在停止開採煤礦後，人口開始減少，現在人口已低於3000人。
名稱源自阿伊努語的「o-pira-us-pet」，意思為「河口有懸崖的河川」。

## 歷史
- 1880年：天登雁村、鬼鹿村設置戶長役場。
- 1902年4月1日：三泊村成為北海道二級村。[4]
- 1906年4月1日：天登雁村和鬼鹿村合併為北海道二級村鬼鹿村。
- 1907年4月1日：三泊村被併入留萌村（後改制為留萌町）。
- 1919年7月1日：原屬三泊村轄區的部份區域從留萌町（現在的留萌市）分割獨立設置為小平蘂村，並成為北海道二級村。
- 1948年1月10日：改名為小平村。
- 1956年9月30日：鬼鹿村被併入小平村。
- 1966年9月1日：改制為小平町。

## 交通

### 鐵路
- 羽幌線（已廢線）
- 天鹽煤礦鐵道（已廢線）
- 達布森林鐵道（已廢線）

### 道路
| 一般國道 - 國道232號 主要道道 - 北海道道126號小平幌加內線 | 道道 - 北海道道550號幌糠小平停車場線 - 北海道道643號鬼鹿停車場線 - 北海道道707號鬼鹿港線 - 北海道道742號霧立小平線 - 北海道道853號田代港町線 - 北海道道867號達布石狩沼田停車場線 - 北海道道958號大椴線 - 北海道道1006號達布小平町線 - 北海道道1048號留萌小平線 - 北海道道1049號苫前小平線 |

## 觀光景點

### 文化財
- 舊花田家番屋（國指定重要文化財）

## 教育

### 中學校
| - 小平町立小平中學校 - 小平町立本鄉中學校 | - 小平町立鬼鹿中學校 |

### 小學校
| - 小平町立小平小學校 - 小平町立達布小學校 - 小平町立本鄉小學校 | - 小平町立寧樂小學校 - 小平町立臼谷小學校 - 小平町立鬼鹿小學校 |

### 特殊學校
- 小平高等養護學校 （页面存档备份，存于）

### 已廢校
- 鬼鹿高等學校

## 姊妹市・友好都市

### 日本
- 小平市（東京都）：姊妹都市、締結於1978年。兩地的小平郵局也於1996年締結為友好姊妹郵局。[5]

## 本地出身的名人
- 水谷豐：演員
- 阿部雅司：滑雪選手、1992年阿爾貝維爾冬季奧林匹克運動會金牌
- 黑瀧將人：職業棒球選手
- 運上弘菜：偶像藝人，HKT48成員[6]

## 外部連結
- （日語）小平町商工會 （页面存档备份，存于）
- （日語）小平町文化交流中心
- （日語）文章先生的扇貝
- （日語）小平町立知的障害者更生施設 （页面存档备份，存于）